# Piñor
Piñor település Spanyolországban, Ourense tartományban. Piñor Rodeiro, San Cristovo de Cea, O Carballiño, O Irixo és Dozón községekkel határos. Lakosainak száma 1119 fő (2024).

## Népesség
A település népessége az elmúlt években az alábbi módon változott:
| Lakosok száma | 1575 | 1505 | 1444 | 1401 | 1322 | 1237 | 1172 | 1176 | 1146 | 1119 |
|               | 2001 | 2004 | 2007 | 2009 | 2012 | 2014 | 2017 | 2019 | 2022 | 2024 |